# Boycott d'Israël
Le boycott d'Israël ou sanction contre Israël est une série de sanctions et d'actions d'opposition notamment économiques, académiques ou culturels contre Israël. Le boycott d'Israël par la Ligue arabe est mis en place en 1945. Il est respecté par ses membres jusqu'aux années 80, jusqu'à ce que certains membres, l'Égypte, la Jordanie, etc, normalisent petit à petit leurs relations avec Israël.
La campagne Boycott, désinvestissement et sanctions est lancée dans les années 2000. Certaines actions se focalisent uniquement sur le boycott des produits et services issus des territoires occupés non reconnus officiellement par l'ONU comme israéliens.

## Boycott par la Ligue arabe
Au cours du conflit en Palestine mandataire, certains meneurs arabes pensent entreprendre un boycott anti-sioniste. Le boycott est mis en œuvre lors de la révolution arabe de 1929 à Jérusalem.
Les Arabes ayant commercé avec des Juifs sont physiquement attaqués et leurs marchandises sont endommagées. À la suite de la révolte, diverses organisations arabes lancent des appels à boycotter les commerces juifs. En 1936, les dirigeants arabes palestiniens lancent un dernier appel au boycott infructueux.
Dès la fin du XIXe siècle, des leaders arabes appelèrent à l'interdiction de la vente de terre aux immigrants juifs et au boycott des biens produits par eux. Créée en 1945, la Ligue arabe appela formellement dès le 2 décembre de la même année au boycott des marchandises (qualifiées indistinctement dans ses déclarations d'alors) de « sionistes » ou de « juifs ».

### Mise en œuvre
En février 1946, la Ligue crée un comité permanent chargé du boycott et installe un bureau central du boycott au Caire en Égypte. En 1948, à la création de l'État d'Israël, la Ligue interdit toute relation commerciale ou financière entre les États arabes et l'État d'Israël. En 1950, la Ligue adopte la résolution 357 qui jette les bases du boycott : en mai 1951, un Bureau central du Boycott (CCB) est créé à Damas afin de coordonner les actions des membres de la Ligue et d'en accroître l'intensité. Des bureaux nationaux de boycott seront ensuite créés dans chacun des pays membres de la Ligue. L'objet du boycott, tel que prôné par la Ligue Arabe, fut d'abord d'interdire à ses seuls membres tout commerce avec Israël : c'est ce qui est désigné comme le « boycott primaire ». Le boycott fut ensuite étendu aux firmes, quelle qu'en soit la nationalité, commerçant avec Israël : c'est le « boycott secondaire » qui institue la pratique des « listes noires » des sociétés avec lesquelles les pays arabes ne doivent pas commercer. Le « boycott tertiaire » concerne les sociétés qui commercent avec celles touchées par le boycott secondaire. Enfin, le « boycott quaternaire » est appliqué aux entreprises dont les dirigeants sont, suivant la terminologie de la Ligue, des « soutiens d'Israël », ou d'« orientation sioniste ». Le CCB avait initialement pour charge de mettre à jour tous les six mois une « liste noire » des firmes israéliennes (boycott primaire) ou de compagnies d'autres pays ayant des relations avec Israël (boycott secondaire).
En 1972, le Bureau central du Boycott identifiait neuf raisons devant soumettre une société au boycott secondaire dont, notamment avoir une unité de fabrication ou d'assemblage en Israël, produire en partenariat avec une société israélienne liée par un contrat de licence ; participer au capital d'entreprises israéliennes ; prendre part à des activités de prospection de ressources naturelles sur le territoire israélien.
Jusqu'à la fin des années 1970, le boycott fut appliqué et respecté par tous les membres de la Ligue. L'Égypte fut le premier pays à renoncer au boycott en 1980. Le 30 septembre 1994, les pays du Conseil de coopération des États arabes du Golfe décidèrent de n'appliquer que le boycott primaire. La Jordanie - qui maintenait des relations commerciales depuis 1967 avec la Cisjordanie occupée - et l'Autorité palestinienne abandonnèrent le boycott en 1995. Enfin, en 2005, l'Arabie saoudite et Bahreïn mirent fin à leur participation au boycott afin de se mettre en conformité tant avec les lois des États-Unis qu'avec les règles de l'Organisation mondiale du commerce. En 2008, seuls le Liban, la Syrie et l'Iran avaient encore recours au boycott.
Après l'accord de normalisation entre Abu Dhabi et l'État hébreu annoncé le 13 août 2020, le président des Émirats arabes unis, cheikh Khalifa ben Zayed Al Nahyane abroge le 29 août « le boycott d'Israël ainsi que les sanctions en découlant ».

### Effets
À la suite de la guerre du Kippour de 1973, tous les pays arabes producteurs de pétrole décidèrent un embargo pétrolier à l'encontre des États-Unis et des pays soutenant l'État d'Israël, ce qui entraîna une très forte augmentation des prix du pétrole. Ce premier choc pétrolier, qui entraîna des ressources financières et un pouvoir économique importants dans les pays arabes - du moins ceux producteurs de pétrole -, ne fut pas sans conséquence concernant le boycott : dans une situation économique difficile, les sociétés qui auparavant ne se souciaient guère d'être présentes sur la liste noire du Bureau du Boycott, s'inquiétèrent désormais des conséquences commerciales d'une telle inscription.
En 1972, le Bureau Central du Boycott révéla que 12 000 sociétés avaient pu figurer sur la liste depuis la mise en place du boycott. En 1977, 5 000 sociétés y auraient figuré ; en 1984 c'était 6 000 sociétés ou individus. À l'inverse, en 1977, ce serait 8 000 sociétés qui auraient choisi de respecter les dispositions du boycott tandis que 600 autres auraient été amenées à cesser toute activité en Israël. Parmi les pays industrialisés, le Japon était alors le pays qui se soumettait le plus au boycott.
Les entreprises évitaient de dévoiler les pratiques de boycott auxquelles elles étaient sujettes ; des affaires impliquant la Banque Rothschild, les Galeries Barbès, L'Oréal (du fait de son rachat de la marque de cosmétiques Helena Rubinstein) mais aussi Shell ou Siemens témoignent de la réalité de la contrainte.

### Réactions occidentales
Israël créa un Bureau anti-boycott en 1960, qui fut fermé en 1971 au motif que le boycott était alors inefficace. Cette structure fut ressuscitée en 1975 sous le nom de Autorité contre la Guerre économique.
En février 1970, la publication par le sénateur américain Frank Church d'une liste de 14 sociétés « blacklistées » marqua le début d'une prise de conscience aux États-Unis ; des révélations concernant les agissements complices de certaines administrations américaines firent également scandale. Un amendement introduit en 1977 dans lExport Administrative Act rend illégal au niveau fédéral le boycott ou la participation à un échange incluant le boycott de l'État d'Israël pour les citoyens américains. Les amendements de 1977 furent repris par l'Export Administration Act de 1979 qui reconduit à deux reprises inspira l'Executive Order 12924 pris le 20 août 1994 par le président Bill Clinton. En 1976, une modification de la législation fiscale (Tax Reform Act) cherchait déjà à empêcher les sociétés de recourir au boycott.
Le 7 juin 1977, est votée en France la loi no 77-574 dite loi « anti-boycottage ». La République fédérale d'Allemagne et les Pays-Bas, mais également la Belgique et le Luxembourg, légiférèrent aussi en ce sens. Cependant, aucune de ces lois ne fut aussi détaillée ou contraignante que la loi américaine. Le gouvernement japonais, s'il se déclara opposé au boycott, affirma qu'il n'était pas dans ses attributions d'interdire aux sociétés japonaises de se conformer au boycott.
Le 16 novembre 1993, le Parlement européen prit officiellement position par la voie de deux résolutions (A3-0322/93 ;A3-0239/93).

## Boycott, désinvestissement et sanctions

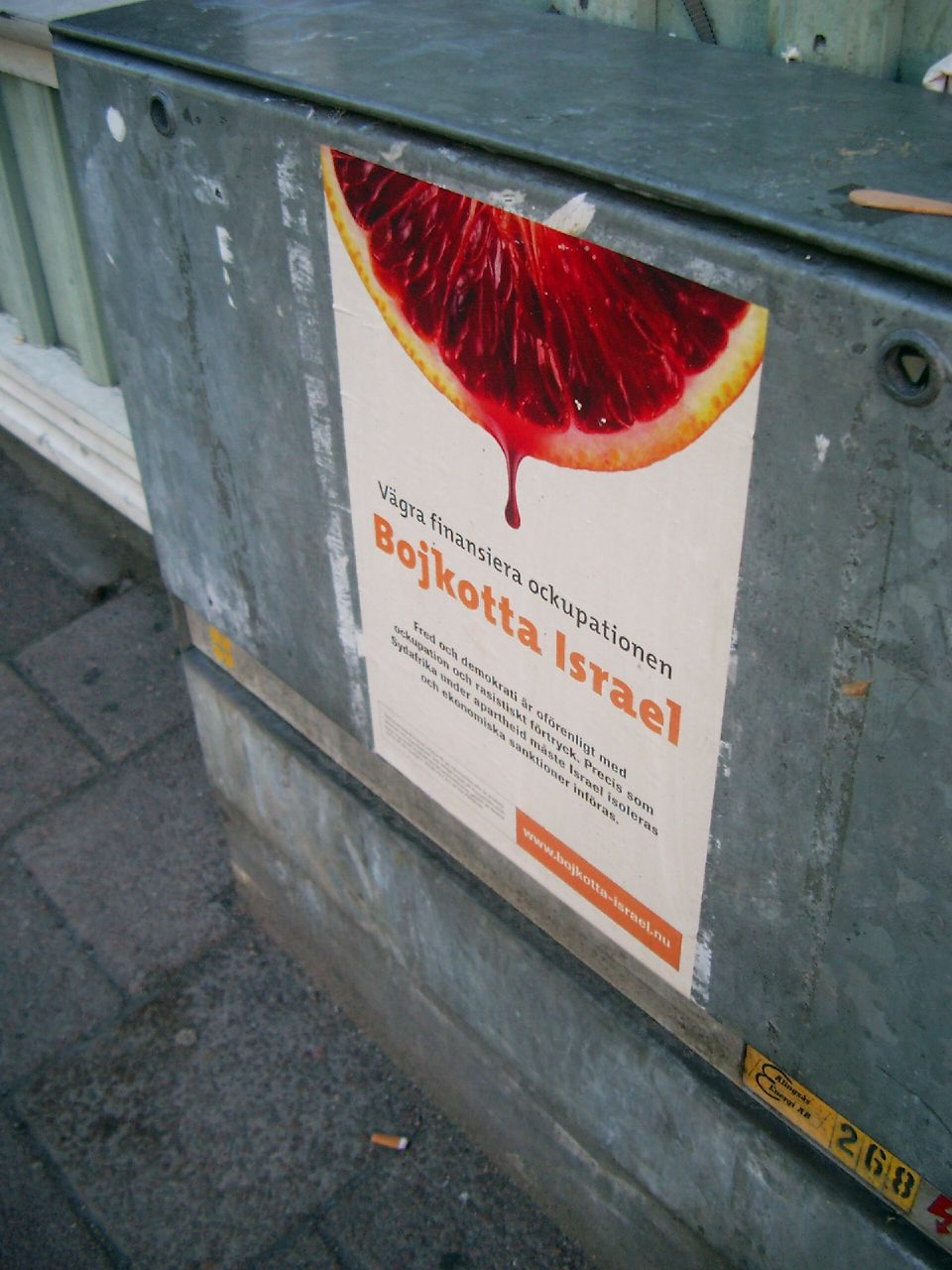
Affiche du parti socialiste suédois appelant au boycott contre Israël : « Refusez de financer l'occupation, boycottez Israël » (2005)

En 2002, à la suite de déclarations de Ronnie Kasrils, ministre sud-africain des eaux et des forêts, appelant au boycott et à des sanctions, l'archevêque Desmond Tutu, prix Nobel de la paix pour sa lutte contre l'apartheid, lance une campagne de désinvestissement d'Israël, conduite par des entités religieuses et politiques pour mettre fin à l'occupation israélienne des territoires palestiniens conquis lors de la guerre des Six Jours,,.
Entre 2002 et 2004, un ensemble d'ONG palestinienne organisa un appel au Boycott, désinvestissement et sanctions (BDS) qui fut lancé en 2005, à l'occasion de l'anniversaire de l'avis de la Cour internationale de justice rendu sur la Barrière de séparation israélienne.
Cet appel sera repris dans diverses rencontres internationales et notamment par le Comité des Nations unies pour l'exercice des droits inaliénables du peuple palestinien.

## Sanctions liées à la guerre de Gaza débuté en 2023
Dans le cadre de la plainte déposée par l'Afrique du Sud contre Israël pour génocide à Gaza, la Cour internationale de justice a ordonné à Israël de prendre des mesures provisoires pour prévenir les actes de génocide et permettre l’acheminement d’une aide humanitaire supplémentaire vers la bande de Gaza. Par ailleurs, le procureur de la Cour pénale internationale a demandé en juin 2024 des mandats d'arrêt contre le Premier ministre israélien Benyamin Netanyahou et son ministre de la Défense Yoav Gallant pour crimes de guerre et crimes contre l'humanité.
Le 21 novembre 2024, la Cour pénale internationale lance des Mandats d'arrêt de la Cour pénale internationale pour crimes de guerre et crimes contre l'humanité contre Benyamin Netanyahou et Yoav Gallant, Yahya Sinwar, Ismaïl Haniyeh et Mohammed Deïf. La procédure dirigée contre  Mohammed Deïf après ceux d'Yahya Sinwar et Ismaïl Haniyeh est close le 26 février 2025 avec la prise en compte de leurs décès.